# Bernhard Studer (géologue)
Pour les articles homonymes, voir Studer et Bernhard Studer.
Bernhard Studer (21 août 1794 – 2 mai 1887) est un géologue suisse né à Büren an der Aare, près de Berne. Il est l'oncle du zoologiste Theophil Studer (1845-1922).

## Biographie
Bien qu'il ait en premier lieu reçu une formation de théologie protestante, il s'intéresse à la géologie à l'université de Göttingen et y consacre sa vie. Il étudie aussi à Fribourg-en-Brisgau, Berlin et Paris et en 1816 il devient professeur de mathématiques et de physique à l'Académie de Berne.
En 1825, il publie Beyträge zu einer Monographie der Molasse.  Puis il commence l'étude détaillée de l'ouest des Alpes et écrit en 1834 sa Geologie der westlichen Schweizer-Alpen  (Géologie des Alpes suisses occidentales). L'université de Berne est fondée la même année largement sous son influence. Il en devient le premier professeur de minéralogie. Sa Geologie der Schweiz (Géologie de la Suisse) en deux volumes (1851-1853) et ses cartes géologiques de Suisse préparées avec l'assistance d'Arnold Escher von der Linth présentent une part importante de ses recherches.
En 1859, il organise le levé géologique de la Suisse en tant que président de la commission établie pour diriger les travaux, position qu'il occupe jusqu'à la fin de sa vie. Jules Marcou fait remarquer que Studer est présent à la première assemblée de la Société helvétique des sciences naturelles à Genève le 6 octobre 1815 et qu'il en reste membre pendant 72 ans. La Société géologique de Londres lui décerne la médaille Wollaston en 1879.
Un bloc erratique situé sur les hauteurs de la commune de Collombey-Muraz a été nommé en son honneur par la Société helvétique des sciences naturelles. Le bloc Studer est un bloc de granit transporté par le glacier du Rhône qui s'étendait dans la plaine du Rhône lors des dernières glaciations.
Edmund von Fellenberg lui dédie en 1864 une nouvelle espèce minérale, la studérite, qui par la suite s'est avérée n'être qu'une tétraédrite.

## Source
- Urban Schertenleib, « Studer, Bernhard » dans le Dictionnaire historique de la Suisse en ligne, version du 17 juillet 2012.
- Notices d'autorité :   - VIAF
  - ISNI
  - BnF (données)
  - IdRef
  - LCCN
  - GND
  - Italie
  - Pays-Bas
  - Pologne
  - NUKAT
  - WorldCat